# Cesare Bendinelli
Cesare Bendinelli (1542 en Verona, Italia - 1617 en Múnich, Alemania) fue un trompetista italiano que actuó como primer trompetista en la corte de Viena entre 1567 y 1580. Desde 1580 hasta su muerte trabajó para la corte de Múnich.
Badinelli fue además el autor del primer método que se conoce para trompeta, «Tutta L'arte Della Trombetta» (1614), que incluye las piezas más antiguas para clarín, fechadas entre 1584 y 1588. 